# 係咁先啦
《係咁先啦》为一首使用粤语演唱的饶舌音乐歌曲，由邓东成作曲，苏致豪填词，李一丁监制。由MC $oHo & KidNey组合（苏致豪（MC $oHo）和许贤（KidNey））演唱，吴家忻（绰号Kayan9896）客串。这首歌于2021年7月30日上传到YouTube，分别上传到TONE MUSIC TV和MC $oHo & KidNey的YouTube频道，上传的MV在两个频道播放量总和，不到十个星期就已有330万的点击。这首歌首次于2021年第34周于903专业推介上榜，巅峰于第38周登上第二名；这首歌也在Chill Club的2021年第41周上榜，第46周第47周也连续拿了第二名，于第48周终于成为冠军歌。